# Richard von König-Warthausen

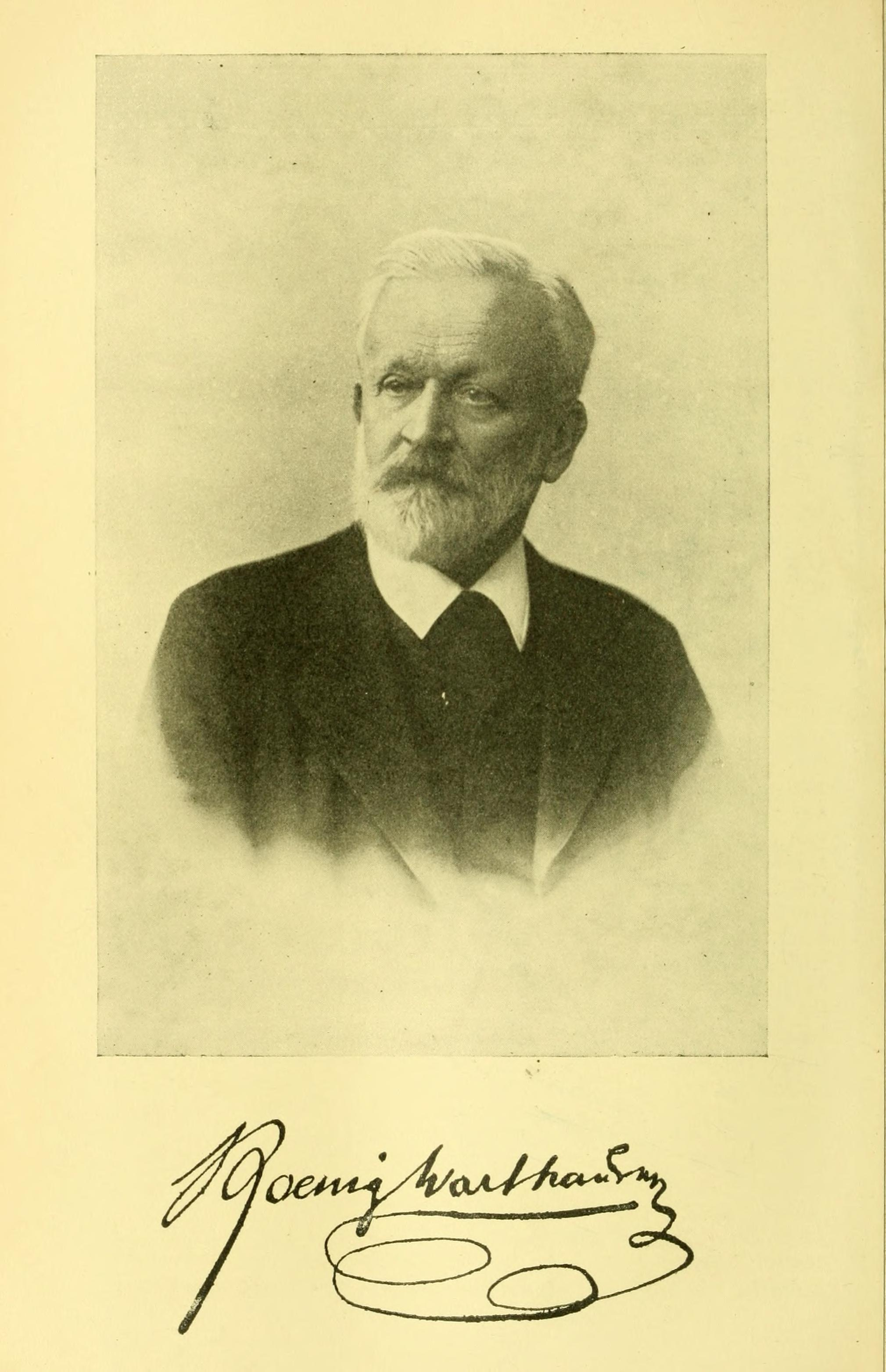
Richard von König-Warthausen

Richard Karl Wilhelm von König-Warthausen, auch Richard Karl Wilhelm Freiherr König von und zu Warthausen; (* 6. Februar 1830 in Warthausen; † 4. Januar 1911 ebenda) war ein deutscher Naturforscher, im Speziellen der Ornithologie und Oologie.

## Leben
Richard von König-Warthausen erhielt seine erste Bildung vom Dekan Christian August von Landerer, bevor er von 1842 bis 1846 das Gymnasium in Ulm besuchte. Anschließend studierte er Forst- und Landwirtschaft an der Universität Tübingen, an der Forstakademie Tharandt und an der Landwirtschaftlichen Akademie Hohenheim. Auf Grund seines Standes musste er keine staatliche Stellung annehmen und konnte sich so den Naturwissenschaften widmen und eine größere ornithologische und oologische Sammlung aufbauen. Von 1862 bis 1894 war er Mitglied der württembergischen Landstände als Vertreter der Ritterschaft des Donaukreises. Als Rechtsritter des Johanniterordens führte er Verpflegungszüge nach Frankreich im Deutsch-Französischen Krieg 1870/71 und erhielt dafür das Eiserne Kreuz am weißen Bande verliehen. Ebenfalls 1871 erhielt Richard von König-Warthausen das Ritterkreuz des Olga-Ordens. 1891 nahm er am zweiten internationalen ornithologischen Kongress in Budapest als Delegierter der königlich-württembergischen Regierung teil. Die Universität Tübingen verlieh ihm die Ehrendoktorwürde.
1853 trat Richard von König-Warthausen dem Verein für vaterländische Naturkunde in Württemberg bei und wurde 1898 zu dessen Ehrenmitglied ernannt. Er war Vorstand des „Molasseklub“, ein Verein oberschwäbischer Naturwissenschaftler, der sich 1874 als „Oberschwäbischer Zweigverein für vaterländische Naturkunde“ dem Verein für vaterländische Naturkunde anschloss. Am 17. Dezember 1876 wurde er in die Leopoldina aufgenommen.
Seine naturwissenschaftliche Sammlung wurde 1955 durch das Staatliche Museum für Naturkunde Stuttgart von Elisabeth von König-Warthausen erworben und befand sich zu der Zeit auf Schloss Sommershausen. Sie beinhaltete unter anderem etwa 12.500 Eier und 340 Vögel, zahlreiche Schnecken und Muschelschalen, sein Herbarium, sowie Mineralien, Gesteine und Fossilien.
Seine Eltern waren der königlich-württembergische Kammerherr Friedrich August Karl von König-Warthausen (1800–1889), Bruder von Wilhelm von König-Warthausen (1793–1879), und Pauline Lembke (1805–1872). Am 25. Juni 1861 heiratete Richard von König-Warthausen in Hochberg Elisabeth von Hügel (1838–1938), zusammen hatten sie fünf Kinder, von denen zu erwähnen sind: Friedrich Carl Wilhelm (genannt Baron Fritz, 1863–1948), Vater von Friedrich Karl von Koenig-Warthausen (1906–1986), und Maria Regina (1865–1934), Ehefrau des Chemikers Friedrich Hauff (1863–1935).

## Werke
Den Großteil seiner Arbeiten veröffentlichte Richard von König-Warthausen in den Jahresheften des Vereins für vaterländische Naturkunde in Württemberg. Separat gedruckt erschien:
- Verzeichniss der Wirbelthiere Oberschwabens (= Mittheilungen vom oberschwäbischen Zweigverein für vaterländische Naturkunde. I. Abtheilung: Säugethiere). Druck der E. Schweizerbartschen Buchdruckerei, Stuttgart 1875 (hathitrust.org).